# Båtgravfältet i Vendel

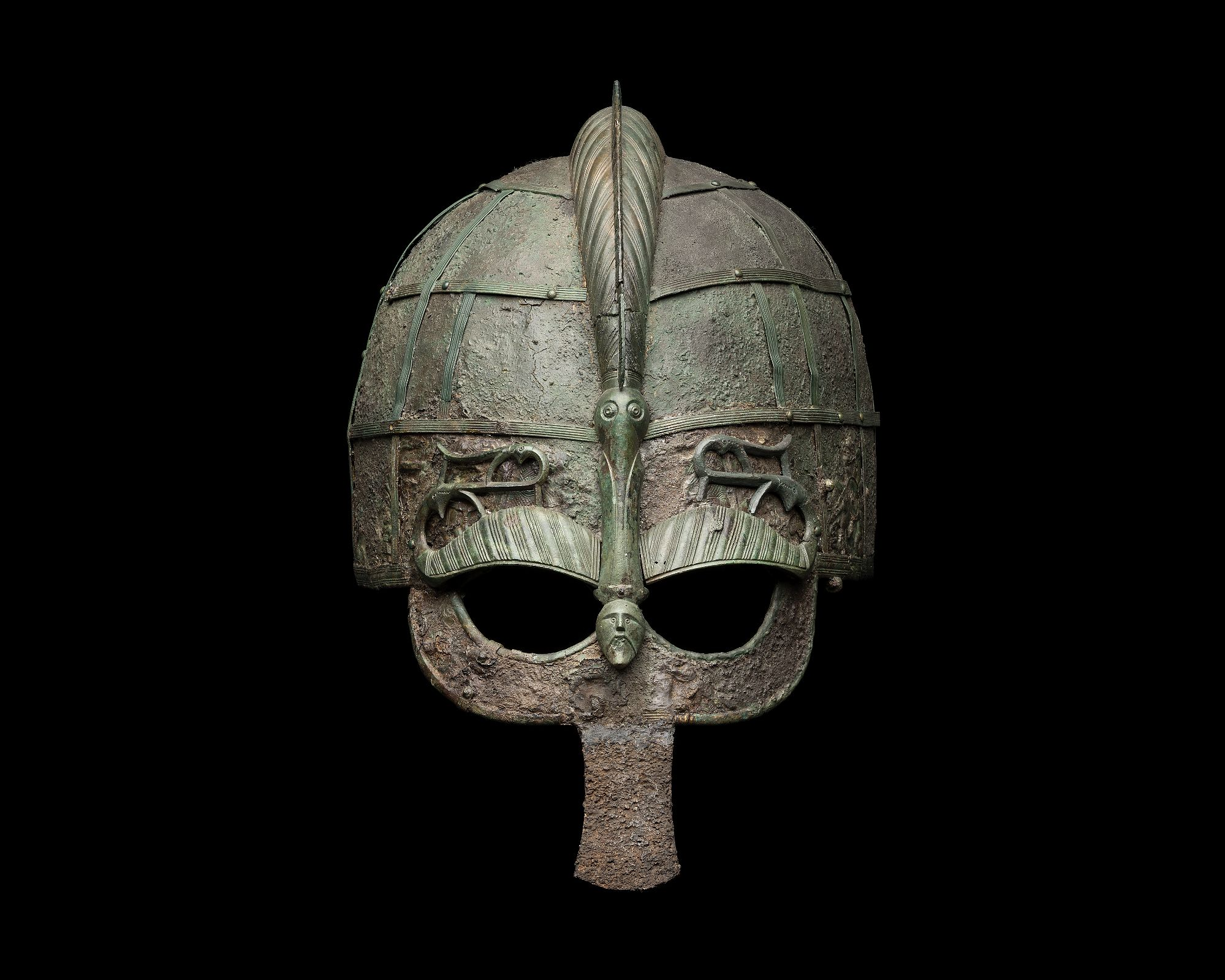
Den yngsta av tre prakthjälmar som hittades på 1800-talet i båtgravfältet i Vendel. Den är av järn och med bronsdetaljer såsom utsirade kraftiga ögonbryn och en tuppkam som löper från nacken rakt över hjässan. Ovanför ögonhålen slingrar drakliknande varelser sig upp mot pannan och vid näsroten finns ett skäggigt ansikte avbildat.

Båtgravfältet i Vendel var ett gravfält innehållande fjorton så kallade båtgravar. Det låg på kyrkogården, strax sydöst om Vendels kyrka i Tierps kommun i Uppland. Det är nu undersökt och borttaget och är mest känt för de rika fynden som påträffades i båtgravarna. Fynden, som förvaras på Statens historiska museum, är daterade till omkring 700 e.Kr. och har gett upphov till namnet Vendeltiden, vanligen angiven som perioden mellan åren 550 och 800.

## Upptäckt och utgrävningar
Båtgravfältet upptäcktes senhösten 1881 av en slump i samband med en kyrkogårdsutvidgning. Hjalmar Stolpe, känd från utgrävningarna på Birka, kallades till platsen. Stolpe berättar i sin redogörelse med vemod om hur en del ovärderliga fornminnen hunnit förstöras innan utgrävningarna påbörjades. Det skedde vid själva upptäckten av forngravarna. Några arbetare var på hösten 1881 sysselsatta med grävning i och för anläggandet av en ny kyrkogårdsmur, då de stötte på två väl bibehållna svärd med delvis förgyllda bronsfästen, en hjälm av järn med bronsbeläggning, en sköldbuckla, en mängd fragment av förgyllda bronsbelag samt av en ringbrynja, bitar av glas med mera.
| ” | Man trodde sig hava funnit en guldskatt; järnspett och hackor kommo genast i rörelse för att så fort som möjligt framdraga de förmodade rikedomarna i ljuset. Verkningarna av denna framfart låta lätt tänka sig. Av hjälmen förblev intet annat helt än bronskammen och några andra beslag. Glasbägarna, som sedermera visade sig hava varit minst tre, möjligen fyra eller fem, krossades i små bitar och – föraktades. Den ännu hela bottnen till ett glaskärl med ovanligt vid, platt botten slängdes undan i ett närbeläget stenröse och framletades först efteråt. Underbart nog lära såväl sköldbucklan som båda svärden ha kommit upp fullkomligt hela. Men sköldbucklan var av järn och kastades därför såsom värdelös upp bland stenarna och krossades i fallet. En tillstädeskommen smed säges ha lagt sitt yrkeslärda förstånd i dagen genom att hugga med svärdet i sten, ’för att prova, om det var gott stål’; den genomrostade klingan brast därvid naturligtvis i bitar. | „ |

Ryktet om det rika fyndet spred sig också och arkeologerna tvingades därför nattetid försvara sig emot gravplundrare och lokala skattsökare. Stolpe fann elva gravar som noggrant grävdes ut och dokumenterades. Man fann att flera av dem hade plundrats. 1893 grävdes ytterligare tre gravar ut, bland dem den rika grav som har beteckningen XII. Där fann man två tveeggade svärd samt ett eneggat. Vidare hittades två sköldar, hjälm, spjut samt pilar. Bland övriga gravgåvor fanns en glasbägare, spelbrickor, två betsel och verktyg. Utanför båten anträffades offrade hästar och hundar. Metallföremålen har en praktfull ornamentik. Den föreställer djur och andra figurer i pressblecksteknik och i karvsnitt.

## Betydelse
Båtgravfältet i Vendel är det mest betydande i Mellansverige. Detta har sin förklaring i att fynden har hög konstnärlig nivå. Gravläggningen har ägt rum i klinkbyggda båtar av sju till nio meters längd. I dessa placerades den döde. Båtarna har inte bränts utan grävts över och bildat vad som ursprungligen var rejäla högar. De döda var iklädda imponerande hjälmar och rustningar. På bröstet låg en präktigt dekorerad sköld, vid den högra sidan hade den avlidne sitt spjut och vid den vänstra sitt svärd. I vänster hand höll den begravde tygeln till sin ridhäst, som praktfullt betslad vilade bredvid ryttaren. Två trogna hundar fick också följa med sin herre i döden. I fören på en båt fanns rikligt med mat: en skinka, en oxstek och ett fårhuvud. Graven innehöll även en järnkokkärl för matlagning. Det framgick även att den avlidne hade med sig dryck på sin sista resa, då några gravar innehöll glasbägare.
Alla båtgravar innehöll ben efter olika djur. I en av de äldsta gravarna låg inte mindre än tre hästar, två stora och två små hundar, en tjur, två får, en galt, en gås och en anka. Det fanns även ben från berguv och jaktfalk, förmodligen dressade för jaktändamål, samt ben från tranor, som förmodligen fungerade som vaktfåglar på grund av sin vaksamhet.
 

Båtgravarna i Vendel och framför allt dess prakthjälmar har så många likheter med gravarna i engelska Sutton Hoo att det antas att människorna som bodde på respektive plats bör ha känt varandra. De döda ligger på samma sätt i båtgravar med vapen, skyddsutrustning, djur och husgeråd.

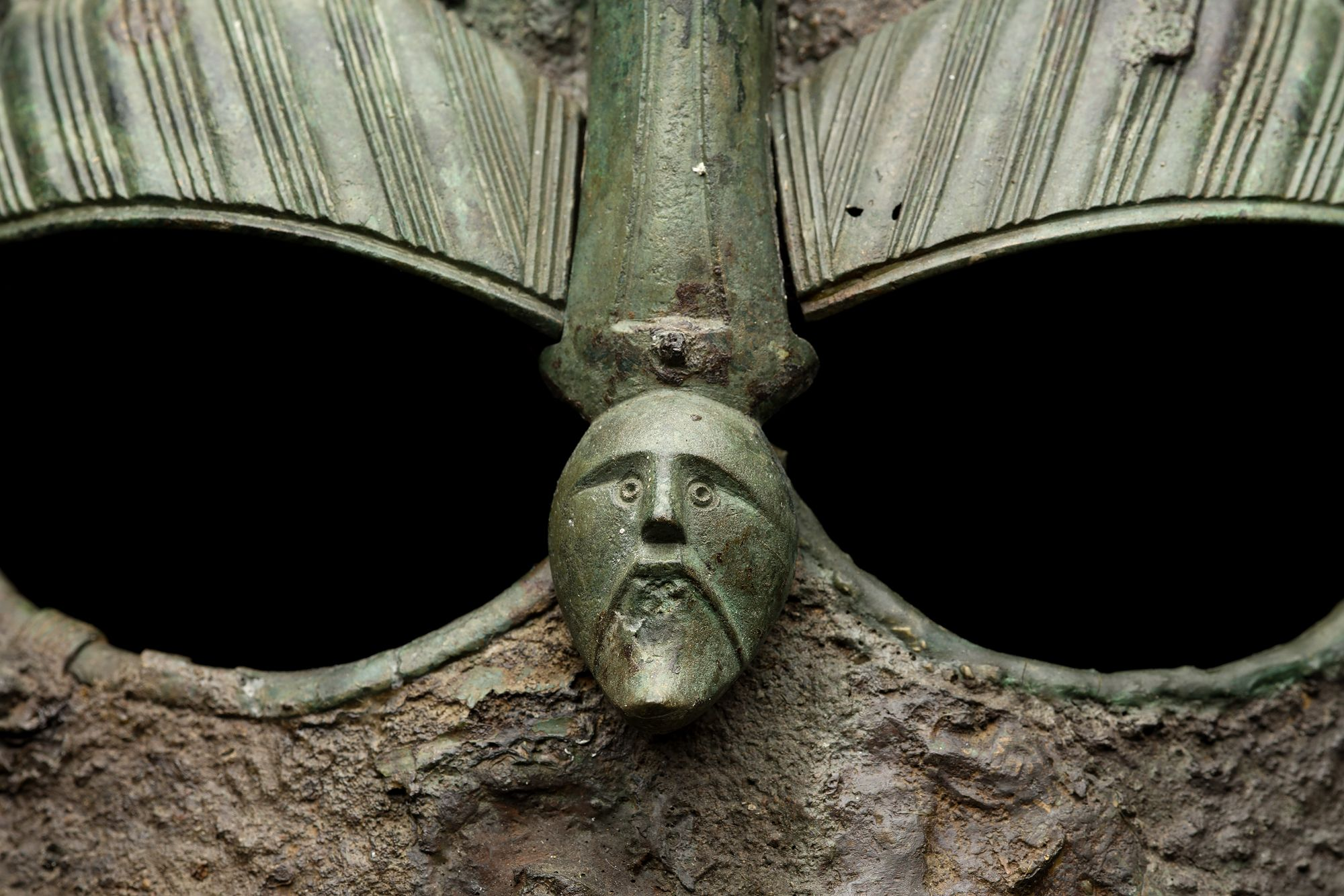
Vendel 1, en prakthjälm av järn & brons. Brukad 550 - 799 i Vendels by, Uppsala, Sverige.
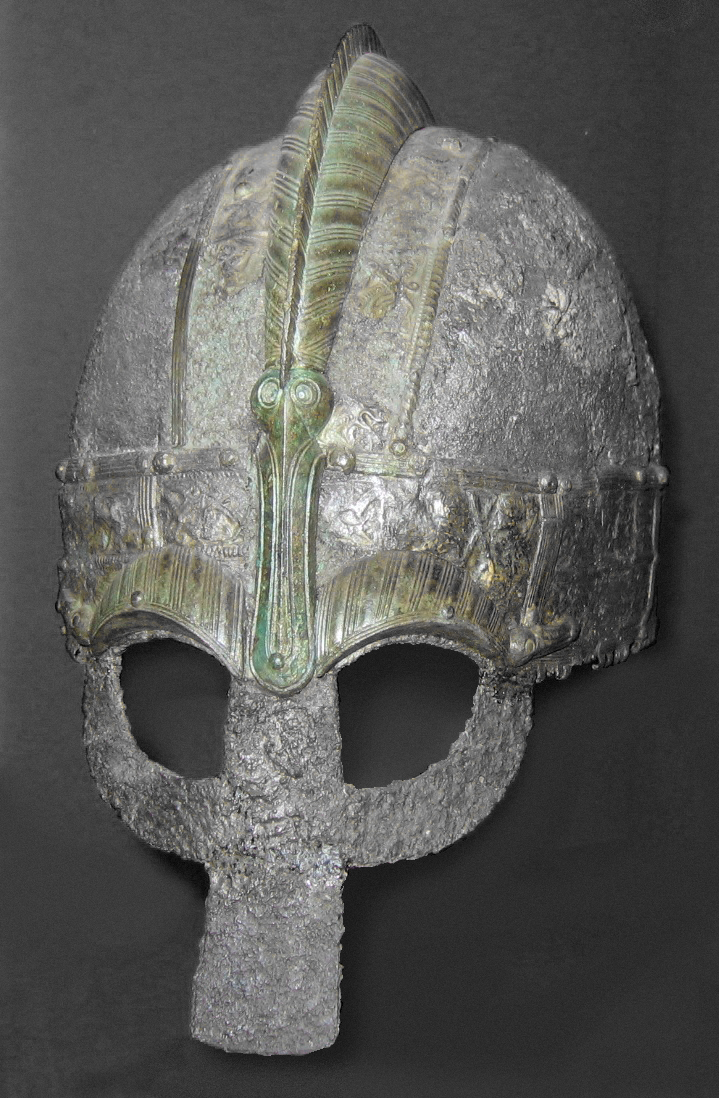
Vendel 12, en prakthjälm av järn med bronsbeslag. Brukad 550 - 799 i Vendels by, Uppsala, Sverige.
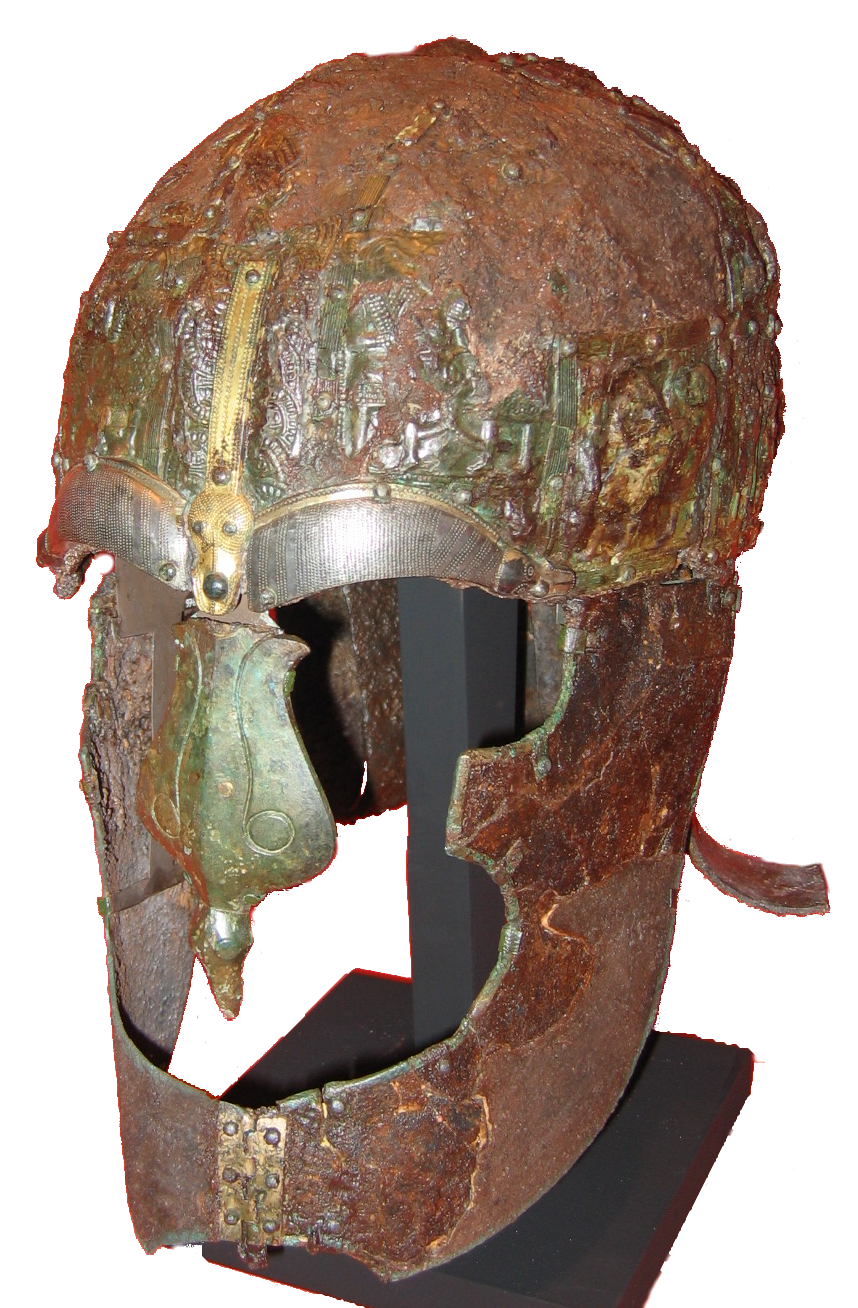
Vendel 14, en prakthjälm av järn med bronsbeslag. Nässkydd i form av en korp. Brukad 550 - 799 i Vendels by, Uppsala, Sverige.
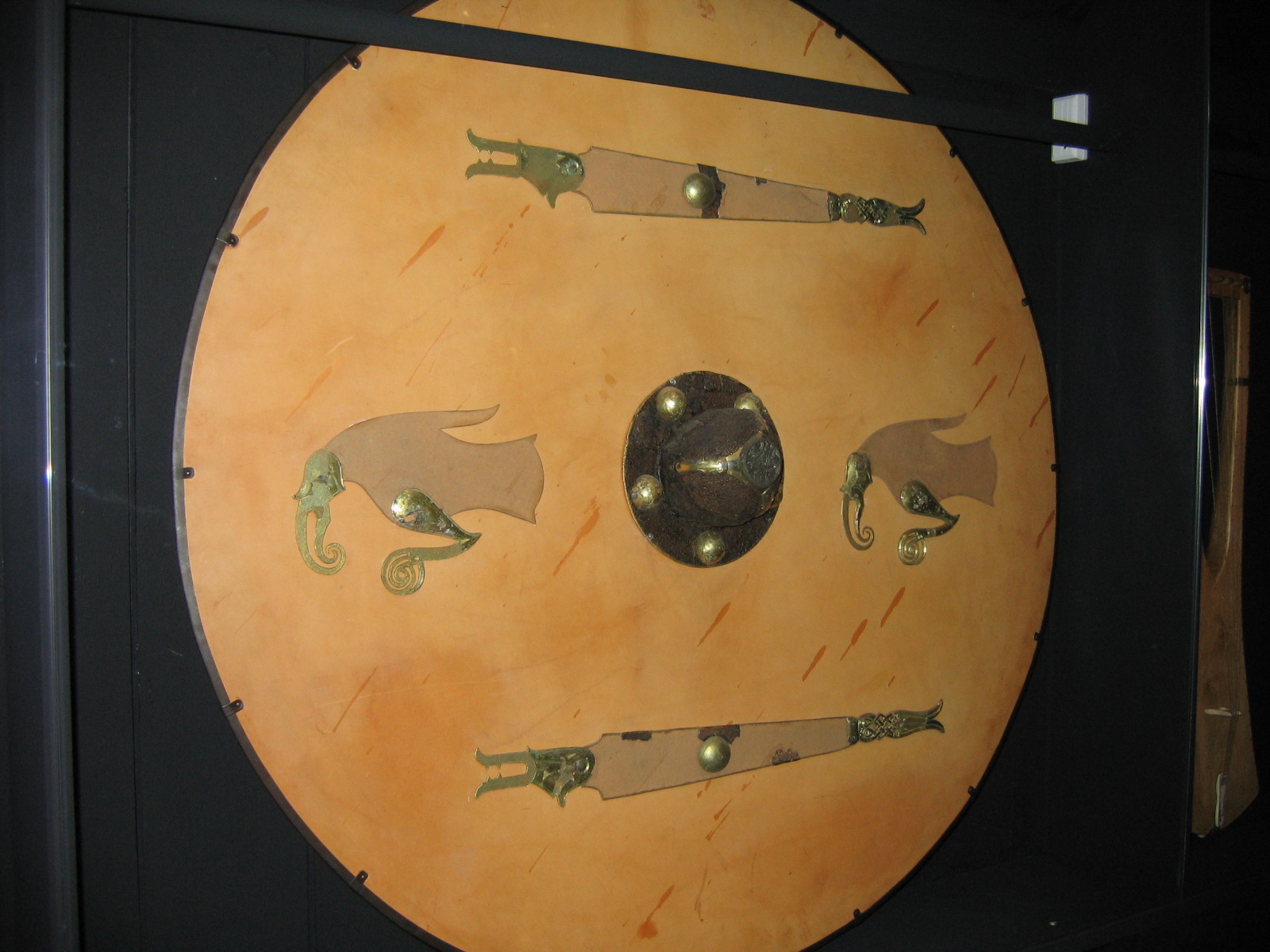
En monterad sköld bestående av sköldbuckla, handtag och beslag. Sköldbucklan är av järn med brett horisontalt brätte i vilket det sitter sex stora nitar med halvklotformiga huvuden av förgylld brons. Sköldhandtaget är av järn. Brukad 550 - 799 i Vendels by, Uppsala, Sverige.

## Omgivning
Strax invid båtgravfältet flöt Allerbäcken. Bäcken hade förbindelse med Fyrisån via Vendelsjön och Vendelån. Genom denna vattenled kunde man nå Gamla Uppsala och Mälaren.

### Tryckta verk
- Med arkeologen Sverige runt. Bokförlaget Forum. 1987. ISBN 91-37-09153-0
- Harrison Lindbergh, Katarina; Harrison, Dick (2013). 101 föremål ur Sveriges historia. Norstedts. ISBN 978-91-1-304652-5